# 福建省少年儿童图书馆
福建省少年儿童图书馆（英語：Fujian Juvenile & Children's Library）是一座位于中国福建省福州市的公共少儿图书馆，专门为青少年儿童和家长提供阅读服务。于2011年9月26日正式开馆，是中国第一座省级少儿图书馆。